# Рётенбах (Алльгой)
Рётенбах (нем. Röthenbach) — община в Германии, в Республике Бавария.
Община расположена в административном округе Швабия в северо-восточной части района Линдау и непосредственно подчиняется управлению административного сообщества Аргенталь. Центр общины — Рётенбах. Население составляет 1694 человека (на 31 декабря 2010 года). Занимает площадь 14,96 км². Региональный шифр — 09 776 124.